# San Valentino Torio
San Valentino Torio – miejscowość i gmina we Włoszech, w regionie Kampania, w prowincji Salerno.
Według danych na rok 2004 gminę zamieszkiwało 9258 osób, 1028,7 os./km².